# Creation Engine
Chronologie des versions
Creation Engine 2 (d)
Creation Engine est un moteur de jeu développé par Bethesda Game Studios à partir du moteur Gamebryo. Il a notamment été utilisé pour créer les action-RPG The Elder Scrolls V: Skyrim (2011), Fallout 4 (2015) ou encore Starfield (2023).

## Développement
À la fin des années 2000, Bethesda Game Studios développe ses jeux avec le moteur Gamebryo : The Elder Scrolls IV: Oblivion en 2006, Fallout 3 en 2008 puis Fallout: New Vegas  en 2010. Pour le développement de The Elder Scrolls V: Skyrim (2011), Bethesda commence à travailler sur son propre fork de Gamebryo, qui prend le nom de Creation Engine. Il est par la suite utilisé pour le développement de Fallout 4 (2015) et de Fallout 76 (2018).
En 2018, le producteur exécutif de Bethesda Todd Howard indique que les futurs jeux Starfield et The Elder Scrolls VI, annoncés à l'E3 2018, seront développés avec une version améliorée du Creation Engine.

## Critiques
Selon Nate Purkeypile, ancien directeur artistique chez Bethesda, l'entreprise gagnerait à développer ses jeux sur le moteur Unreal Engine d'Epic Games. Il cite en exemple le cas de Starfield, où l'usage du Creation Engine expliquerait le temps de développement particulièrement long pour les animations et certains processus de rendu. Il déclare également qu'« ayant créé des jeux en monde ouvert avec les deux moteurs, il ne fait aucun doute pour [lui] que les choses seraient bien meilleures sur l'Unreal Engine 5 ».

## Jeux utilisant le Creation Engine

### Creation Engine
- 2011 : The Elder Scrolls V: Skyrim
  - The Elder Scrolls V: Skyrim – Special Edition (2016)
  - The Elder Scrolls V: Skyrim VR (2017)
  - The Elder Scrolls V: Skyrim – Anniversary Edition (2021)
- 2015 : Fallout 4
- 2018 : Fallout 76

### Creation Engine 2
- 2023 : Starfield
- à venir : The Elder Scrolls VI
- à venir : Fallout 5[5]